# Harmodios i Aristogejton

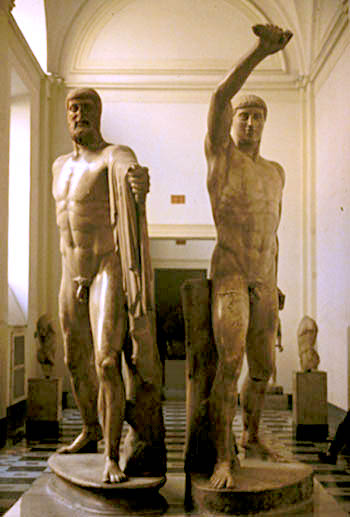
Rzeźby Harmodiosa i Aristogejtona, kopia rzymska

Harmodios (gr. Ἁρμόδιος ok. 530–514 p.n.e.) i Aristogejton (Ἀριστογείτων ok. 550–514 p.n.e.) – ateńscy arystokraci, którzy w 514 p.n.e. zamordowali tyrana Aten Hipparcha, syna Pizystrata, brata tyrana Hippiasza. Harmodios zginął podczas zamachu, natomiast Aristogejton został schwytany, a następnie stracony (według jednej z wersji – w czasie przesłuchania sprowokował Hippiasza i został przez niego zabity). 
Obydwaj Ateńczycy stali się symbolem walki z tyranią i obrony swobód demokratycznych obywateli, czego wyrazem było wzniesienie pomnika na agorze ateńskiej (tzw. Grupa Tyranobójców) dłuta Antenora. Przy ucztach na ich  cześć śpiewano: 
„Miecz w gałęzi mirtowej nosić będę, jak Harmodios i jak Aristogejton, gdy tyrana krew przelał ich miecz i gdy w Pallady gród równość wróciła praw.”
Rzeczywisty powód zamachu miał być jednak osobisty, źródła starożytne zawierają rozbieżne dane. 
Najstarsza wzmianka (Herodot Dzieje V, 55) wymienia jedynie imiona zamachowców, pomijając ich pobudki:
Aristogejton i Harmodios, Gefyrejczycy wedle swego pierwotnego pochodzenia, zabili Hipparcha, syna Pizystrata a brata tyrana Hippiasza, który wprzód miał zupełnie wyraźne widzenie senne — byli potem Ateńczycy jeszcze przez cztery lata nie mniej, owszem, bardziej niż przedtem, gnębieni tyranią.
Herodot wspomina tyranobójców jeszcze dwukrotnie. Pod Maratonem Miltiades miał zachęcić Kallimacha do podjęcia walki słowami:
W twojej teraz, Kallimachu, jest mocy albo oddać Ateny w niewolę, albo je oswobodzić i zostawić po sobie pomnik na wieczne czasy, jakiego nawet Harmodios i Aristogejton nie zostawili. (VI, 109)
Broniąc zaś Alkmeonidów przed zarzutem dania umówionego znaku po bitwie Herodot zapewnia:
dziwię się i nie dopuszczam oszczerstwa, jakoby oni dali znak tarczą, boć przez cały okres tyranii przebywali na wygnaniu i dzięki ich planowi Pizystratydzi stracili jedynowładztwo. I tak byli oni, jak sądzę, o wiele bardziej oswobodzicielami Aten niż Harmodios i Aristogejton. Ci bowiem rozdrażnili pozostałych Pizystratydów przez zabójstwo Hipparcha, a mimo to nie położyli kresu ich tyranii; Alkmeonidzi zaś wyraźnie dali wolność Atenom ... (VI, 123) 

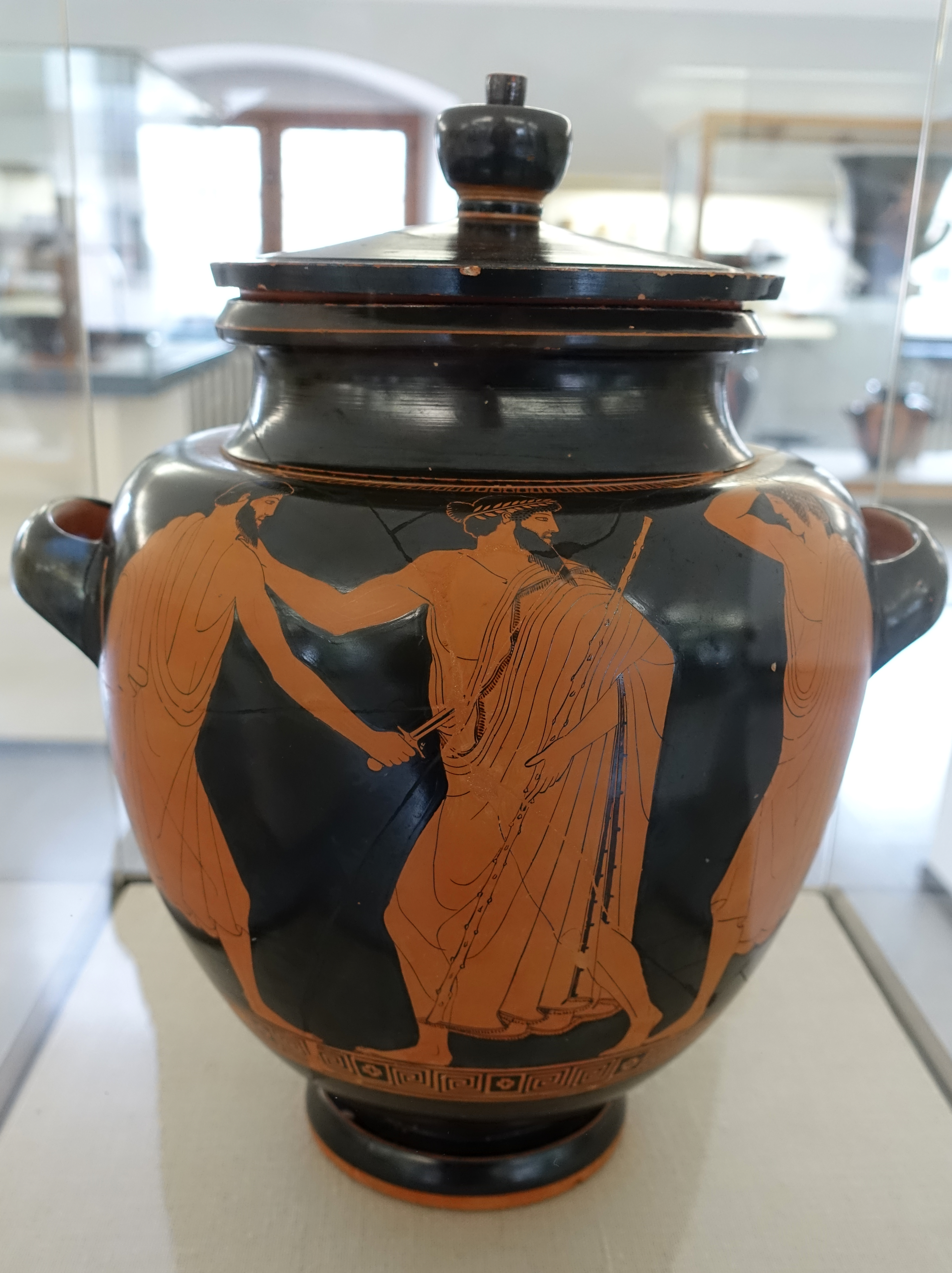
Śmierć Hipparcha

Obszerniejszy opis u Tukidydesa (Wojna Peloponeska I, 20 i VI, 54 – 59) jako powód wymienia zemstę za znieważenie siostry Harmodiosa. Harmodios znajdował się wówczas w kwiecie lat i promieniał urodą. Aristogejton, obywatel ateński ze średnich sfer, zapałał ku niemu miłością, która została odwzajemniona. Także Hipparch, syn Pizystrata, starał się uwieść Harmodiosa, który jednak nie uległ i oskarżył Hipparcha przed Aristogejtonem. (...) Kiedy więc Harmodios nie uległ jego namowom, Hipparch, tak jak zamyślał, dotkliwie go obraził. Wezwano niezamężną siostrę Harmodiosa i oświadczono jej, że będzie niosła koszyk podczas jakiejś uroczystej procesji, później zaś oddalono ją twierdząc, że wcale nie była wzywana, gdyż nie jest godna takiego zaszczytu. Harmodios odczuł to niezwykle boleśnie, a jeszcze boleśniej - ze względu na Harmodiosa - Aristogejton. Przygotowywali więc zamach w porozumieniu z innymi. Czekali jedynie na nadejście wielkich Panatenajów, gdyż był to dzień, w którym obywatele biorący udział w procesji mogli bez budzenia podejrzeń zebrać się uzbrojeni. Zacząć mieli oni obaj, inni zaś mieli od razu przyłączyć się do akcji i wystąpić przeciwko straży przybocznej. Ze względu na bezpieczeństwo liczba sprzysiężonych była niewielka: spodziewali się jednak, że jeśli tylko odważą się na pierwszy krok, także niewtajemniczeni, posiadając broń, dołączą się do nich, by razem odzyskać wolność.
Podobnie, lecz odmiennie przedstawia to Arystoteles w Ustroju Aten (18). Sprawcą wszystkich nieszczęść, jakie spotkały Hippiasza i Hipparcha miał być ich młodszy brat Hegezystrat. On to miał być zakochany bowiem w Harmodiosie, kiedy nie pozyskał jego wzajemności, nie opanował swoich namiętnych uczuć, lecz przy każdej sposobności okazywał swoją niechęć i w przedstawiony sposób znieważył jego siostrę, a na Harmodiosa rzucił oszczerstwo, jakoby prowadził życie niemoralne. Doprowadziło to do tego, że Harmodios i Aristogejton przygotowali zamach przy współudziale wielu innych.